# Гоной, Рина
Рина Гоной (五ノ井 里奈, род. 29 сентября 1999, Хигасимацусима, Мияги) — японская дзюдоистка и бывший солдат Сухопутных сил самообороны Японии (JGSDF). Она подверглась сексуализированному насилию со стороны старших офицеров, её жалобы были отклонены вышестоящими офицерами, после чего ей пришлось покинуть армию.

## Детство
Рина Гоной — из Хигасимацусимы, префектура Мияги. Она с четырёх лет начала заниматься дзюдо и тренировалась под руководством своего брата. Она поставила перед собой цель принять участие в Олимпийских играх. В 2011 году, когда Гоной было 11 лет, она и её семья были перемещены из-за землетрясения и цунами в марте 2011 года. Гоной впервые столкнулась с офицерами JGSDF, проводившими гуманитарные операции: они были красиво одеты и помогали перемещённым лицам готовить импровизированные кабинки для купания, подавали им тёплую воду, еду и другие предметы первой необходимости. Гоной особенно восхищалась женщинами-офицерами и заинтересовалась возможностью вступить в ряды JGSDF, чтобы однажды и она могла помогать людям, попавшим в беду.

## Военная карьера
Гоной присоединилась к JGSDF в 2020 году, она планировала использовать их спортивные сооружения для тренировок по дзюдо и осуществления своей мечты об участии в Олимпийских играх. Однако, попав в JGSDF, она ежедневно подвергалась харрасменту, начиная со станции JGSDF в Фукусиме, где коллеги-мужчины делали сексуальные замечания по поводу её тела и размера груди, целовали в щеку, лапали или обнимали её со спины в переулке на глазах у других без её согласия. Иногда коллеги-мужчины говорили ей что-нибудь вроде «сделай мне минет». Самый ужасный инцидент произошел во время учений в августе 2021 года, когда группа из трёх офицеров — Шутаро Сибуй, Рёто Сэкинэ и Юсукэ Кимезава — вызвали её в палатку, где они выпивали. Офицеры обсуждали технику боевых искусств, включающую удушение противников и прижатие их к земле. Они приказали Гоной участвовать в демонстрации удушения. В процессе они прижали её к кровати, раздвинули ей ноги и прижались к ней промежностями, изображая секс на глазах у десятков других наблюдающих и смеющихся коллег.
Гоной сообщила о сексуальном насилии вышестоящим офицерам, но её заявления были немедленно отклонены из-за отсутствия доказательств, поскольку все коллеги-мужчины, ставшие свидетелями нападения, отказались давать показания. Затем она обратилась в вышестоящий орган JGSDF, но её иск снова был отклонен из-за отсутствия доказательств. Это вынудило её уйти из армии в июне 2022 года.

## Стремление к справедливости
Уволившись со службы, она обратилась на телеканалы, но они её также проигнорировали, и в конце концов она вынесла дело в социальные сети. Её кампания в социальных сетях заставила военные власти начать расследование случаев сексуального насилия во всех подразделениях JGSDF, а её собственное дело было возобновлено с новым расследованием. Было установлено, что Гоной ежедневно подвергалась физическим и словесным сексуальным домогательствам в период с осени 2020 года по август 2021 года. Министерство обороны Японии в лице начальника штаба сухопутных сил самообороны Ёсихидэ Ёсиду принесло Гоной извинения. Пятеро военнослужащих, участвовавших в акте насилия, были уволены, а четверо других — наказаны.
Не удовлетворившись извинениями военных властей, Гоной подала как уголовные, так и гражданские иски против правительства и виновников нападения. Когда в начале 2023 года началось судебное разбирательство, один из предполагаемых преступников признал себя виновным, а четверо других заявили о своей невиновности. В декабре 2023 года окружной суд Фукусимы приговорил всех троих к двум годам тюремного заключения с отсрочкой исполнения приговора на четыре года. Все приговоры были вынесены без права обжалования.

## Награды
В ноябре 2023 года Гоной вошла в список 100 женщин по версии Би-би-си.
В марте 2024 года она получила Международную женскую премию за отвагу.